# Montjaux
Montjaux település Franciaországban, Aveyron megyében. Lakosainak száma 435 fő (2022. január 1.). Montjaux Castelnau-Pégayrols, Comprégnac, Saint-Georges-de-Luzençon, Saint-Rome-de-Tarn, Salles-Curan és Viala-du-Tarn községekkel határos.

## Népesség
A település népessége az elmúlt években az alábbi módon változott:
| Lakosok száma | 501  | 423  | 382  | 392  | 396  | 381  | 406  | 421  | 426  | 435  |
|               | 1968 | 1982 | 1990 | 2006 | 2013 | 2015 | 2017 | 2019 | 2020 | 2022 |